# せん妄
せん妄（譫妄、せんもう、英: delirium）とは意識混濁に加えて奇妙で強迫的な思考や幻覚・錯覚が見られるような状態。健康な人でも睡眠中に強引に覚醒されると同症状が発生する場合がある。特に術後患者や集中治療室(ICU)で管理されている患者によく発生するとされる。医学用語としての具体的な定義はあるものの、あらゆる種類の錯乱状態を総称する言葉として使用されることもしばしばある。
急激な精神運動興奮（カテーテルを引き抜くなど）や、問診上明らかな見当識障害で気がつかれることが多い。大手術後の患者（術後せん妄）、アルツハイマー病、脳卒中、代謝障害、アルコール依存症の患者にもみられる。せん妄とは治療も異なる振戦せん妄は、酒やベンゾジアゼピン系薬物からの離脱によって起こり区別される。
通常は対症療法が行われる。一般に抗精神病薬が使われるが、その効果には議論がある。

## 症状
覚醒水準の低下の亢進、見当識障害、注意の散漫、判断力・集中力の低下、思考や気分の不安定化、錯覚や幻覚などの意識障害が発生し、攻撃的になったり暴力を起こすこともある。突然生じ経過は短いが、命にかかわることもある緊急事態である。
高齢者にはせん妄がしばしば出現するが、その状態像は認知症と重なる部分が多いため、高齢者の軽い意識障害は仮性認知症と呼ばれる。せん妄の特徴として、発現が急性または亜急性であり、症状の発現に浮動性があり、夜間に増加する傾向があることから、せん妄と認知症の鑑別は時間の経過によって行われる。「入院した途端、急にボケてしまって（認知症のように見える）、自分がどこにいるのか、あるいは今日が何月何日かさえもわからなくなってしまった。」というエピソードが極めて典型的である。
また、高熱とともにせん妄を体験する場合があり、とくに子供に多い。大半の患者はせん妄を覚えており、苦痛な経験だったとの調査報告があり、せん妄は意識障害だから記憶がないというのは誤解である。
こういった症状をおこすせん妄という病態の背景には意識障害、幻視を中心とした幻覚、精神運動興奮があると考えられている。

## 危険因子
認知症、高齢、重症患者、うつ状態、複数薬物、聴視覚障害（難聴や白内障）、感染症、薬物の中毒症状、アルコールや薬物の離脱症状、疼痛、手術後、身体抑制などがリスクファクターと言われている。

## 診断基準
『精神障害の診断と統計マニュアル』 (DSM) にも診断基準はあるが、より実践的なConfusion Assessment Methods (CAM) をここでは記す。
- 急性の発症と症状の動揺
- 注意力の欠如
- 思考の錯乱
- 意識レベルの変化

2つ目までは必須項目であり、あとひとつを満たせば診断してよい。

### 鑑別診断
認知症では、長期間症状が持続しており意識の混濁はないが、認知症の者にせん妄が生じることもある。急性の脳損傷も似た症状を起こすが早い治療が必要なため、身体疾患の特定も必要となる。
薬の過剰摂取による症状は、薬物相互作用や代謝の低下した高齢者で起こりうる。
振戦せん妄は、アルコールやベンゾジアゼピン系薬あるいはバルビツール酸系薬の離脱症状できたすせん妄状態である。せん妄とは区別され、治療も異なる。

## 予防
2016年のコクランレビューは、集中治療室以外の入院患者でBispectral indexを用いて麻酔の深さをモニターすることで、せん妄発生率を低下させる中程度の質のエビデンスがあるが、抗精神病薬、コリンエステラーゼ阻害剤、メラトニン、メラトニン受容体作動薬では研究はされているがせん妄の発生率を低下させる明確なエビデンスはないとした。鎮静薬デクスメデトミジンは他の薬剤よりせん妄発生率が低く、特に心臓手術後は有効であった。2018年のレビューでは、16のシステマティックレビューがあり、そこには8つの主要なランダム化比較試験が含まれており、術後の予防的な抗精神病薬の使用はせん妄を発生率を低下させるが、入院期間には影響せず、また死亡率が増加する可能性がある。
予防を目的とした術中のケタミン使用は6つのRCTから、せん妄の発生率に差がなく、術後認知機能障害では保護的なようだが、証拠が限られており結論には限界があった。
2017年のレビューは、5つのランダム化比較試験 (RCT) と1つの非RCTを見出し、メラトニンでは相反する結果であり、1つのラメルテオンでの試験はせん妄発生率を減少させ、L-トリプトファンでは効果がなく、結論としてメラトニン受容体作動薬の定常的な使用は推奨できないとした。2016年のRCTのメタアナリシスは、計669人を含む4つのRCTがあり、メラトニンの服用は内科病棟ではせん妄発生率を減少させ、外科病棟では差がなかった。2015年のレビューには、メラトニンの2つのRCTと、タシメルテオンの1つのRCTが含まれた。

## 治療
2010年のイギリスのガイドラインでは、ハロペリドール（セレネース）やオランザピン（ジプレキサ）が少量かつ短期間でのみ用いられる。
日本の2015年の『せん妄の治療指針』では、糖尿病がなければ錐体外路症状が最も起こりにくいクエチアピン（やオランザピン）、あればリスペリドン、内服困難ではハロペリドールの注射剤、検査のための深い鎮静には、ハロペリドールや拮抗薬のフルマゼニルを用意したうえでミダゾラムが提示されている。
低活動型せん妄に対しては、専門医が推奨する目立った薬剤はないとする、日本での2016年の調査結果がある。

### レビュー
2018年のコクラン共同計画のレビューでは、救急ではない入院患者で治療のための抗精神病薬の使用では、証拠の質が低いがせん妄重症度、死亡率、抗精神病薬（定型か非定型か）による錐体外路症状の発生率に変化はなく、せん妄の時間、入院期間やQOLに影響があったかは判断できない。
2018年の別のレビューは、定型と非定型の抗精神病薬を比較した。ハロペリドールとリスペリドンでは大規模なランダム化比較試験によって偽薬よりも予後不良に結び付いていた。オランザピンとクエチアピンは、大規模な試験ではないが有効性を支持している。大規模RCTが必要とされる。

### 非薬理学的
非薬理学的な介入では2018年のメタアナリシスで、機器の使用に関する研究が9研究と多く、運動、患者教育、家族参加などは1-2研究存在し、効果量の算出によって有効とされた。研究は不十分である。